# Franz Albert Stock

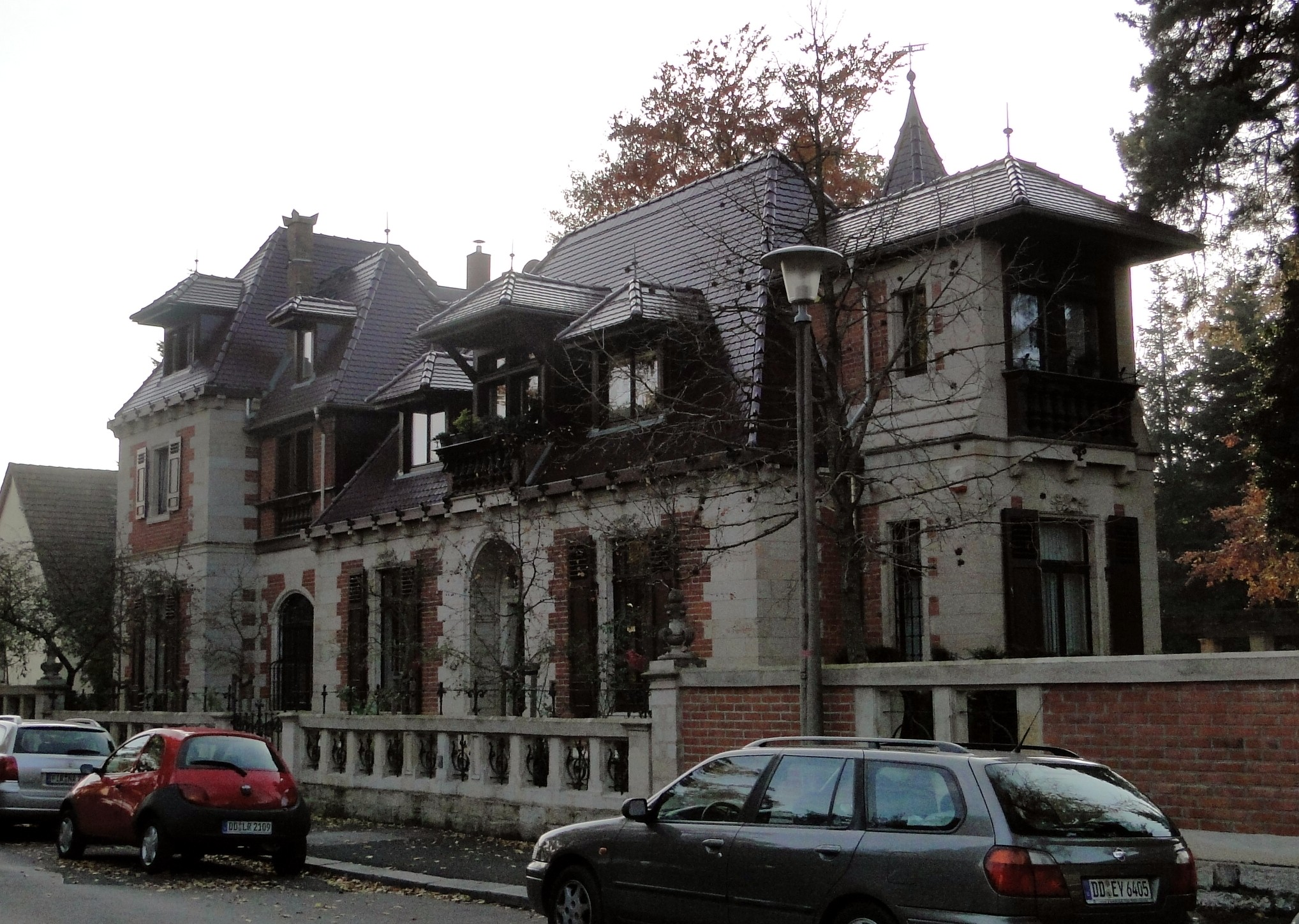
Villa Stock

Franz Albert Stock (* 1834 in Sulza; † 31. August 1877 in Langebrück) war ein deutscher Architekt.
Zu seinen Bauten zählt das von 1871 bis 1873 errichtete Dresdner Residenz-Theater, das er zusammen mit Hugo Schönherr und Richard Weise erbaute. Weitere Bauten waren die französisch beeinflussten Wohnhäuser Victoriastraße 24–26 (1869) und Victoriastraße 31 (1872) sowie das heute Villa Stock genannte Landhaus Händelallee 14–16 (1870). Stock bewohnte diese Villa von 1870 bis zu seinem Tod.